# 1862

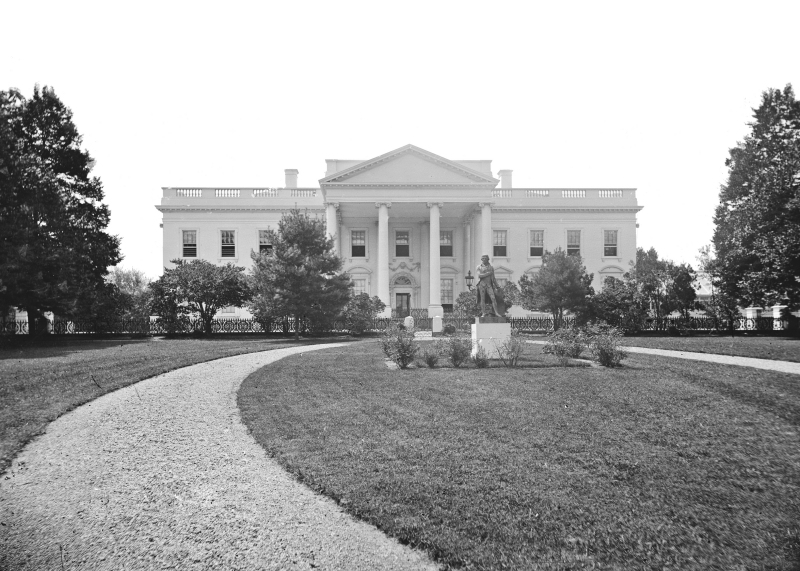
Het Witte Huis tijdens de Burgeroorlog

Het jaar 1862 is het 62e jaar in de 19e eeuw volgens de christelijke jaartelling.

## Gebeurtenissen
januari
- 24 - De vorstendommen Walachije en Moldavië worden samengevoegd tot Roemenië.
- 31 - Beëdiging Tweede Kabinet Thorbecke.

februari
- 4 - Konstantin von Tischendorf vindt de Codex Sinaiticus, een 4e-eeuwse Bijbeluitgave, in het Katharinaklooster in de Sinaï.
- 16 - Amerikaanse Burgeroorlog: Ulysses S. "Unconditional Surrender" Grant neemt het strategisch gelegen Fort Donelson in Tennessee in.

maart
- 11 - Koning Wilhelm I van Pruisen ontslaat het liberale 'ministerie van het nieuwe tijdperk".
- maart tot juni - De Schiereilandveldtocht in de Amerikaanse Burgeroorlog eindigt in een nederlaag van de noordelijke legers.

april
- 7 - De Slag bij Shiloh wordt de bloedigste veldslag uit de geschiedenis van de Verenigde Staten.
- 20 - Uitvinding van het pasteuriseren door Louis Pasteur en Claude Bernard.
- 25 - Begin van de Slag om New Orleans in de Amerikaanse Burgeroorlog.

mei
- 1 - De noordelijke generaal Benjamin Butler bezet New Orleans en wordt militair gouverneur van de stad.
- 5 - De Mexicaans generaal Ignacio Zaragoza verslaat de Fransen in de Slag bij Puebla.
- 7 - Enschedese stadsbrand. 800 huizen zijn verwoest. 140 huizen blijven staan. (moatmansteun).
- 31 - In de Slag bij Fair Oaks wordt voor het eerst de 'Gatling gun' gebruikt: een voorloper van de mitrailleuse.

juni
- 5 - Door het Verdrag van Saigon vestigt Frankrijk zijn gezag in Frans-Cochin-China (Zuid-Vietnam). Het is de eerste Franse kolonie in Indochina.
- 19 - Het Amerikaans Congres schaft de slavernij af in de US territories, de gebieden die rechtstreeks onder federaal bestuur staan.

juli
- 1 - President Lincoln ondertekent de Pacific Railroad Act. Hierin geeft de federale overheid de opdracht aan de reeds bestaande Central Pacific Railroad en de nieuw op te richten Union Pacific Railroad om een Transcontinental Railroad aan te leggen.
- 10 - Canonisatie van de HH. Paulus Miki en gezellen ("de 26 martelaren van Nagasaki").

augustus
- 15 - Met de nieuwe Tariefwet van minister Betz voert Nederland vrijhandel in.
- 28-30 augustus - De Tweede Slag bij Bull Run in Virginia wordt wederom een Zuidelijke overwinning.

september
- 1 - Met de Slag bij Chantilly eindigt de Veldtocht in Noord-Virginia.
- 5 - Vanuit het Engelse Wolverhampton voeren de meteoroloog James Glaisher en de ballonvaarder Henry Coxwell een ballonvaart uit tot op recordhoogte van 10 km. Glaisher doet daar waarnemingen en experimenten.
- 17 - Na de tactisch onbesliste, zeer bloedige Slag bij Antietam in Maryland trekt het leger van generaal Lee zich terug.
- 23 - Otto von Bismarck wordt premier minister van koninkrijk Pruisen.

oktober
- 23 - Koning Otto I van Griekenland doet onder druk troonsafstand

december
- 8 - Met het Verdrag van Dappes vindt er een grenscorrectie plaats tussen Frankrijk en Zwitserland.
- 13 - De Slag bij Fredericksburg in Virginia is een fiasco voor het Noordelijke leger van Ambrose Burnside.
- 31 - De Amerikaanse president Abraham Lincoln ondertekent een wet die het West Virginia toestaat een eigen staat te vormen binnen de USA.

datum onbekend
- Joseph Lister gebruikt voor het eerst antiseptica bij operaties.
- Station Echt gebouwd en geopend

## Muziek
- februari - De Battle Hymn of the Republic wordt voor het eerst gepubliceerd in The Atlantic Monthly, waarna het snel in populariteit groeit.
- Jacques Offenbach schrijft de operette Jacqueline

### Premières
- 12 april: Edvard Grieg speelt drie van de Vier Stücke für das Pianoforte, zijn opus 1, als examenstuk
- 9 augustus - Première van de opera Béatrice et Bénédict van Hector Berlioz in Baden-Baden.

## Beeldende kunst

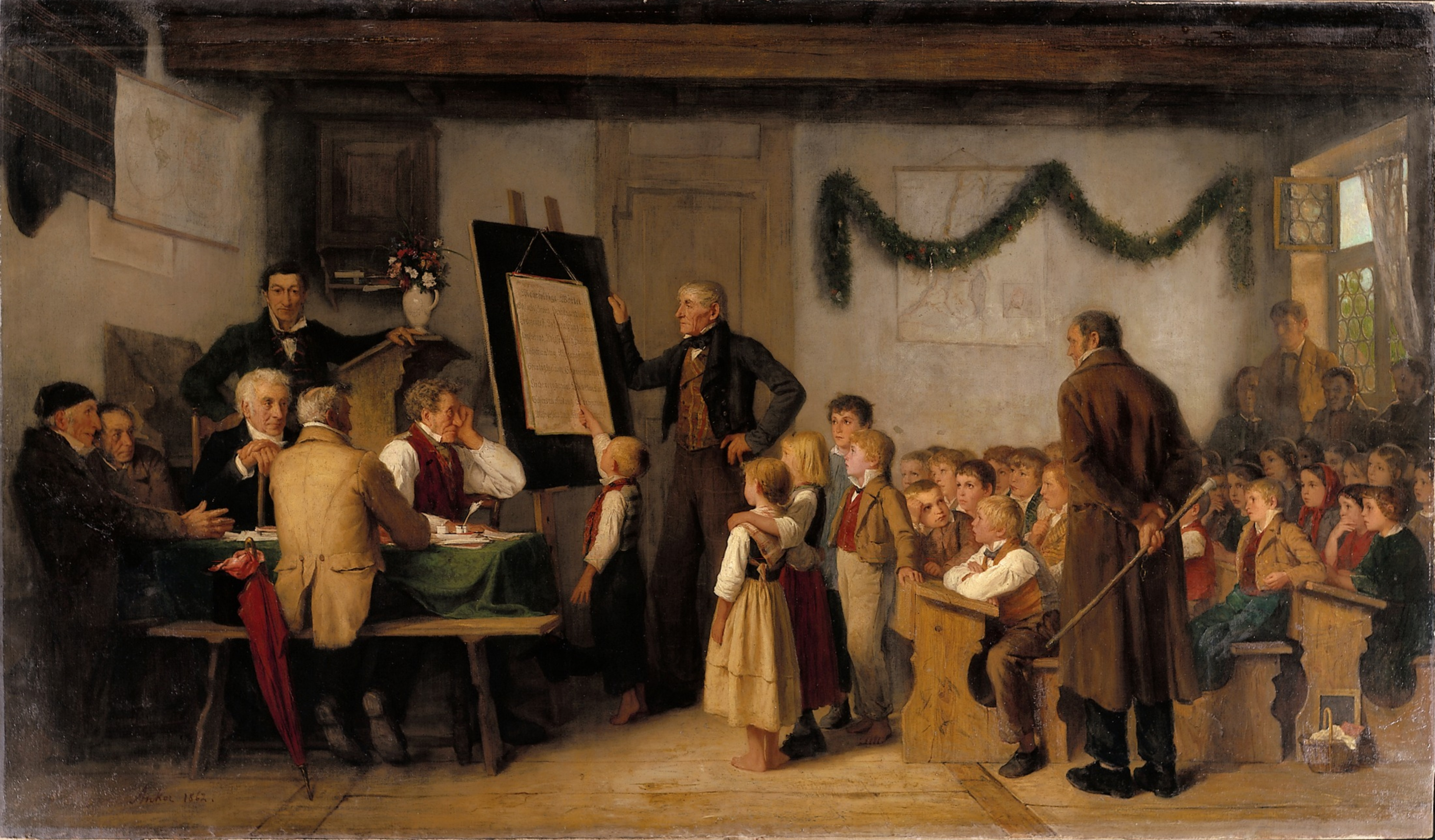
Das Schulexamen, Albert Anker (1862), Kunstmuseum Bern

## Bouwkunst

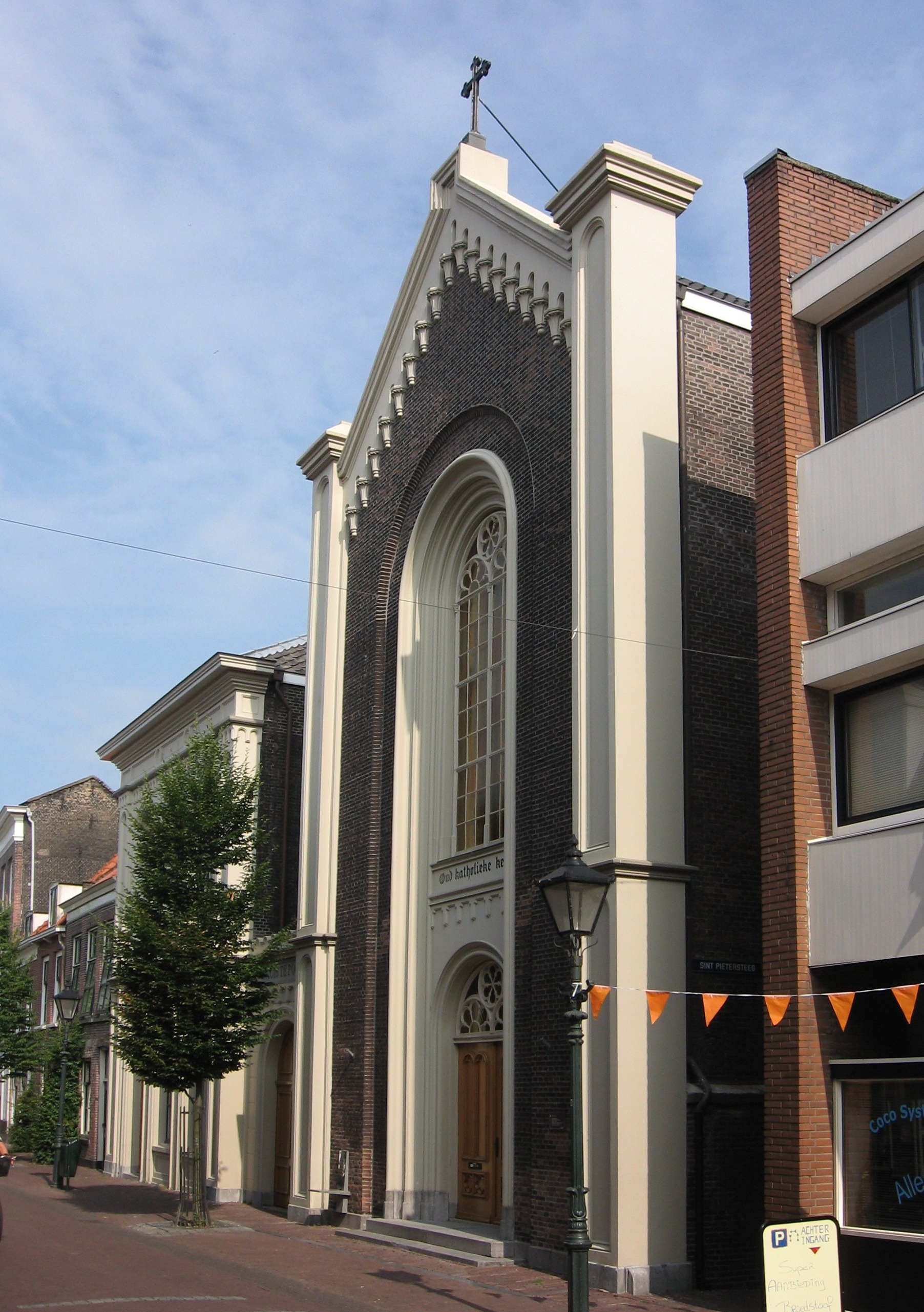
Zaalkerk 't Huis te Poort Schiedam (1862) M van Erkel en J Vormer
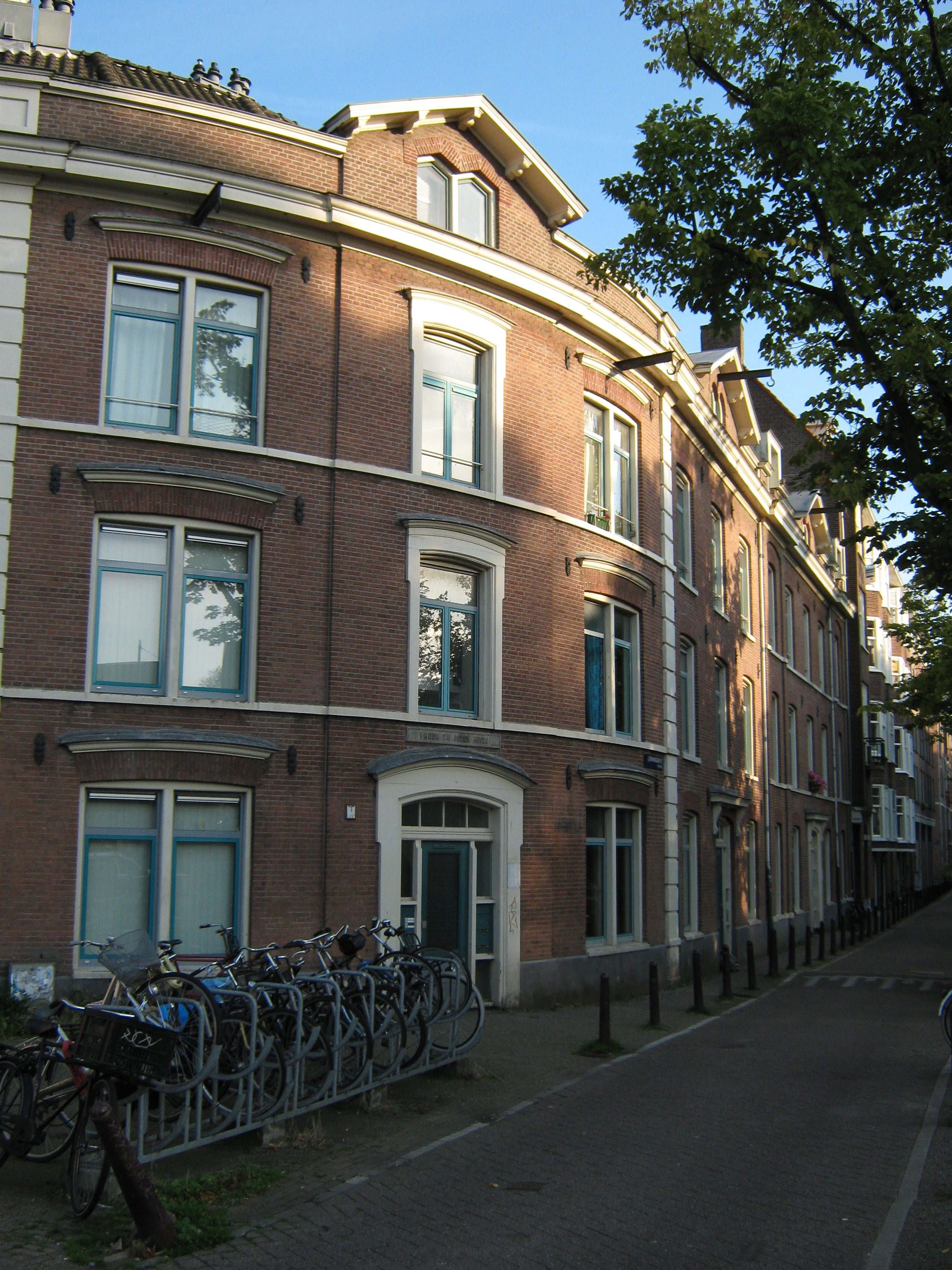
Concordia-noord, filantropische woningbouw in de Amsterdamse Jordaan door Henrick S. van Lennep

## Geboren
januari
- 2 - Michail Doliwo-Dobrowolski, Russisch uitvinder (overleden 1919)
- 15 - Loie Fuller, Amerikaans-Frans danseres (overleden 1928)
- 29 - Frederick Delius, Brits componist (overleden 1934)

februari
- 4 - Hjalmar Hammarskjöld, Zweeds politicus en premier (overleden 1953)
- 7 - Bernard Maybeck, Amerikaans architect en hoogleraar (overleden 1957)
- 24 - Edilberto Evangelista, Filipijns generaal (overleden 1897)

maart
- 17 - Silvio Gesell, Duits handelaar, financieel theoreticus en sociaal hervormer (overleden 1930)
- 22 - Hubertus "Hubert" Savelkoul-Leconte, Belgisch koopman (overleden 1925)
- 23 - Eduard Study, Duits wiskundige (overleden 1930)
- 25 - May Morris, Engels handwerkster en ontwerpster (overleden 1938)

april
- 2 - Pieter Hofstede Crull, Nederlands jurist (overleden 1925)

mei
- 15 - Arthur Schnitzler, Oostenrijks huisarts en schrijver (overleden 1931)
- 19 - Michail Nesterov, Russisch kunstschilder (overleden 1942)
- 26 - Arend Anne van der Feltz, Procureur-generaal in Amsterdam (overleden 1940)
- 28 - Jacob Daalder, Nederlands onderwijzer en schrijver (overleden 1935)
- 28 - Theodor Fischer, Duits architect en stedenbouwkundige (overleden 1938)

juni
- 27 - Janez Puh (Johann Puch), Sloveens-Oostenrijks uitvinder en mechanicus (overleden 1914)

juli
- 2 - William Henry Bragg, Engels natuurkundige (overleden 1942)
- 14 - Gustav Klimt, Oostenrijks/Hongaars symbolistisch schilder (overleden 1918)
- 16 - Ida Wells, Amerikaans burgerrechtenactiviste (overleden 1931)
- 17 - Oscar Levertin, Zweeds schrijver, literatuurhistoricus en literatuurcriticus (overleden 1906)

augustus
- 6 - Armand Rassenfosse, Belgisch kunstschilder en graficus (overleden 1934)
- 5 - Joseph Merrick, Engels schrijver (overleden 1890)
- 22 - Claude Debussy, Frans impressionistisch componist (overleden 1918)
- 25 - Louis Barthou, Frans politicus (overleden 1934)
- 29 - Maurice Maeterlinck, Belgisch schrijver (overleden 1949)

september
- 2 - Alphons Diepenbrock, Nederlands componist (overleden 1921)
- 11 - O. Henry, Amerikaans schrijver (overleden 1910)
- 27 - Louis Botha, Zuid-Afrikaans generaal en premier (overleden 1919)

oktober
- 10 - Arthur De Greef, Belgisch componist en pianist (overleden 1940)
- 13 - Calixto Contreras, Mexicaans militair (overleden 1918)
- 19 - Auguste Lumière, Frans pionier in de fotografie (overleden 1954)

november
- 1 - Anna Maria du Mée, Nederlands verpleegster en bankiersvrouw (overleden 1949)
- 1 - Johan Wagenaar, Nederlands componist, dirigent en organist (overleden 1941)
- 8 - Signe Hornborg, Finse architecte (overleden 1916)
- 15 - Gerhart Hauptmann, Duits schrijver (overleden 1946)
- 20 - Georges Palante, Frans filosoof en anarchist (overleden 1925)
- 20 - Willem Vliegen, Nederlands socialistisch politicus (overleden 1947)
- 28 - Maria Antonia van Bragança, Portugees prinses (overleden 1959)

december
- 6 - Paul Adam, Frans romanschrijver (overleden 1920)
- 12 - Bruce Ismay, Brits scheepmagnaat (overleden 1937)
- 23 - Henri Pirenne, Waals-Belgisch geschiedkundige (overleden 1935)

## Overleden
januari
- 10 - Sam Colt (47), Amerikaans wapenfabrikant, oprichter van Colt's Manufacturing Company
- 18 - John Tyler (71), tiende president van de Verenigde Staten
- 27 - Paul Josef Nardini (40), Duits zalige en geestelijke

februari
- 27 - Gabriël van de Moeder van Smarten (23), Italiaans monnik en heilige

maart
- 1 - Peter Barlow (85), Brits natuur- en wiskundige

april
- 3 - James Clark Ross, Brits marineofficier en ontdekkingsreiziger

april
- 5 - Barend Cornelis Koekkoek (58), Nederlands romantisch schilder
- 6 - Albert Sidney Johnston (59), Zuidelijk generaal, sneuvelt in Slag bij Shiloh

juli
- 24 - Martin Van Buren (79), achtste president van de Verenigde Staten

augustus
- 28 - Albrecht Adam (76), Duits kunstschilder

september
- 8 - Ignacio Zaragoza (33), Mexicaans generaal

oktober
- 9 - Joseph Fischer (82), Duits operazanger, impresario en componist

november
- 13 - Ludwig Uhland (75), Duits dichter, literatuurwetenschapper, jurist en politicus
- 17 - Maria Margaretha van Os (83), Nederlands kunstschilderes

datum onbekend
- Petrus de Raadt (±66), Nederlands onderwijzer, pedagoog en oprichter van het onderwijsinstituut Noorthey

## Weerextremen in België
- 24 november: laagste etmaalgemiddelde temperatuur ooit op deze dag: −4,2 °C.
- november: november met hoogste relatieve vochtigheid: 95 % (normaal 86,7 %).

Bron: KMI Gegevens Ukkel 1901-2003  met aanvullingen 